# Haltere

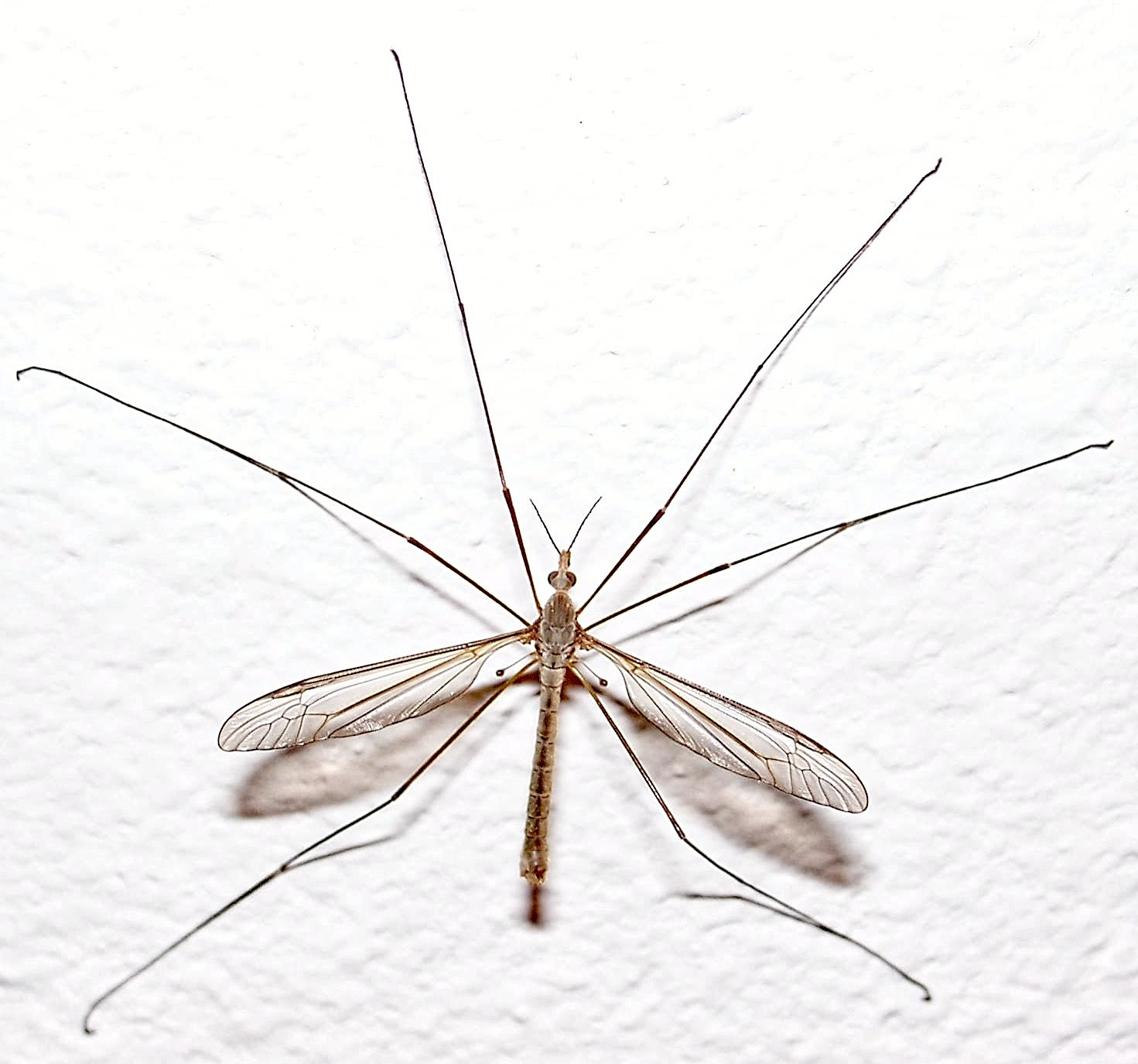
Schnake mit keulenförmigen Schwingkölbchen neben den Flügelansätzen.

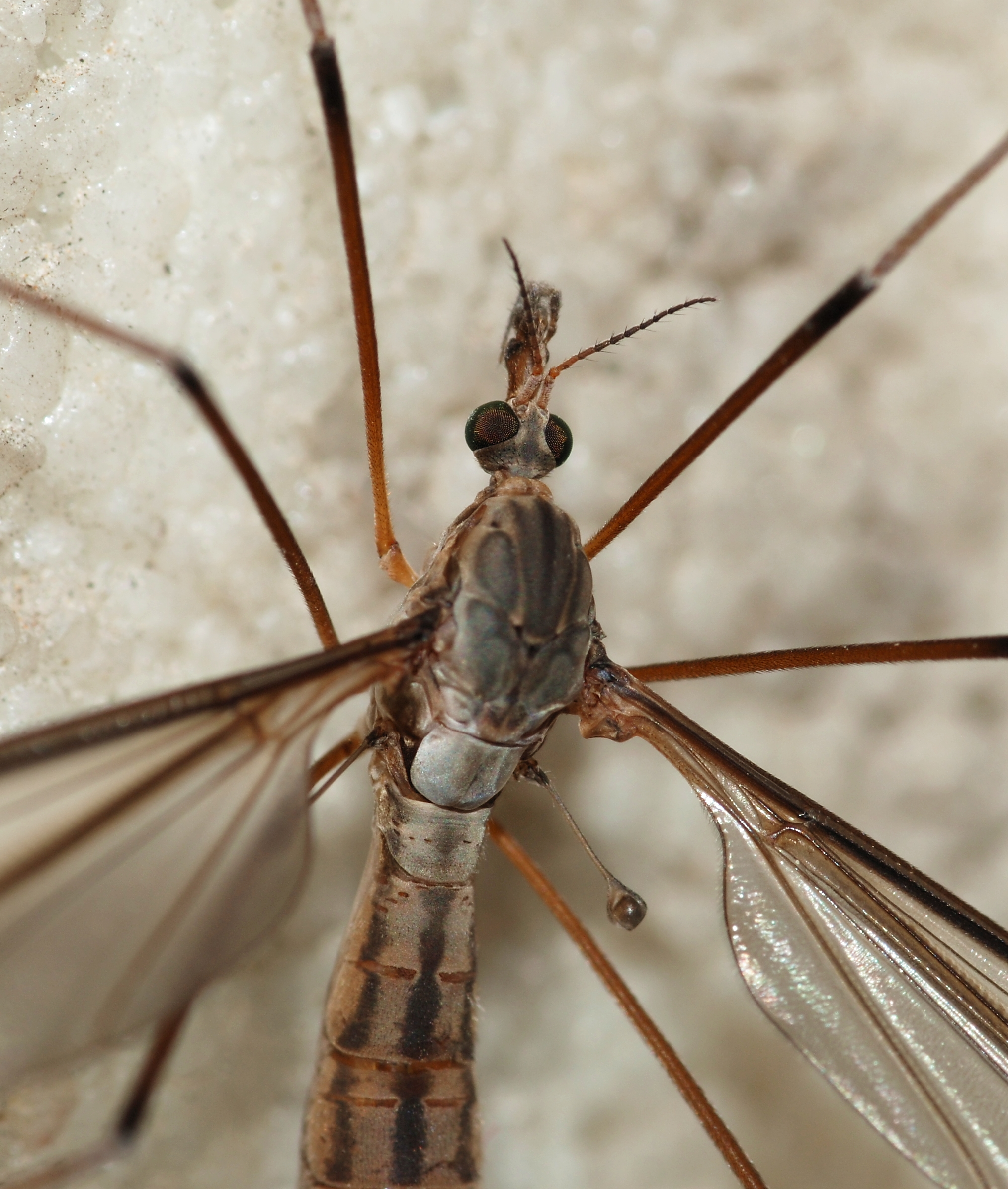
Detail: eine Haltere sichtbar

Als Halteren werden die zu so genannten Schwingkölbchen reduzierten Flügel bezeichnet. Mit ihnen bestimmen die Insekten ihre Orientierung im Raum. Der Begriff leitet sich von historischen Einhandhanteln ab.
Man findet Halteren bei zwei Insekten-Ordnungen:
- Fächerflüglern (Strepsiptera): die Vorderflügel sind zu Schwingkölbchen umgewandelt
- Zweiflüglern (Diptera): die Hinterflügel sind zu Schwingkölbchen umgewandelt.

Diese Flügelstummel bestehen aus einem Stiel und einer Verdickung am Ende und ähneln in ihrer Form Trommelschlegeln. Besonders an der Basis sind sie mit zahlreichen Sinnesorganen in Form kuppelförmiger Sinnesorgane (campaniforme Sensillen) besetzt, die Verbiegungen der Kutikula wahrnehmen. Die Halteren werden antiparallel zum Flügelschlag mit hoher Frequenz auf- und abgeschlagen und messen die Geschwindigkeit und Beschleunigung der Drehung nach dem Prinzip eines Vibrationskreisels.
Die Halteren schlagen mit der Flügelschlagfrequenz auf und ab. Sie führen dabei eine Pendelbewegung aus, die geometrisch die gleichen Eigenschaften wie eine Kreisbewegung besitzt. Ähnlich wie ein Kreisel besitzt ein Pendel die Tendenz, Kräften zu widerstehen, die seine Schwingungsebene zu kippen versuchen. Ändert sich die Flugrichtung des Insekts, beharrt die Schwingungsebene der Halterenköpfchen und die Basis der Halterenstiele knickt ab. Durch die sensorische Ausstattung des Insekts können Richtung und Stärke der Auslenkung der Halterenbasis gemessen und entsprechende Korrekturbewegungen gesteuert werden.
Die Schwingungsebenen der Halteren stehen ungefähr senkrecht zueinander und jeweils ungefähr im Winkel von 45° zur Längsachse des Insektes. 
Bei den Schmeißfliegen (Calliphoridae) wird der Schwingungsradius der Halteren durch einen haarbesetzten Chitin-Halbmond bedeckt, der vermutlich die Aufgabe hat, die Halteren vor dem Einfluss von Windstößen zu schützen.
Bei der Schmeißfliege Calliphora erythrocephala kann man beobachten, dass die Halterenschwingungen nicht nur mit Flügelbewegungen einhergehen, sondern auch stets während Laufbewegungen stattfinden. Möglicherweise ist dieses Sinnesorgan empfindlich genug, um generell Änderungen der Bewegungsrichtung zu messen.